# Station Bookham
Bookham is een spoorwegstation van National Rail in Little Bookham, Mole Valley in Engeland. Het station is eigendom van Network Rail en wordt beheerd door South Western Railway. Het station is geopend in 1885.